# Nedre Fryken
Nedre Fryken är den sydligaste av de tre Frykensjöarna i Fryksdalen och finns i Kils kommun i Värmland och ingår i Göta älvs huvudavrinningsområde. Sjön är 22 meter djup, har en yta på 12,6 kvadratkilometer och befinner sig 62 meter över havet. Sjön avvattnas via Norsälven, Vänern och Göta älv, en sträcka om totalt 283 kilometer..

## Delavrinningsområde
Nedre Fryken ingår i det delavrinningsområde (660653-135880) som SMHI kallar för Utloppet av Nedre Fryken. Medelhöjden är 100 meter över havet och ytan är 41,43 kvadratkilometer. Räknas de 211 avrinningsområdena uppströms in blir den ackumulerade arean 3 971,07 kvadratkilometer.  Avrinningsområdet består mestadels av skog (48 procent). Avrinningsområdet har 12,68 kvadratkilometer vattenytor vilket ger det en sjöprocent på 30,6 procent. Bebyggelsen i området täcker en yta av 1,69 kvadratkilometer eller 4 procent av avrinningsområdet.